# Licania vaupesiana
Licania vaupesiana là một loài thực vật có hoa trong họ Cám. Loài này được Killip & Cuatrec. mô tả khoa học đầu tiên năm 1951.